# حسن رنگرز
حسن رنگرز (زادهٔ ۱ فروردین ۱۳۵۹) کشتی‌گیر پیشین، مربی و مدیر ورزشی اهل ایران است. او سرمربی تیم ملی کشتی فرنگی ایران و مدرس رسمی اتحادیه جهانی کشتی است. وی پیش از این مدیر تیم‌های ملی کشتی فرنگی، سخنگوی فدراسیون کشتی ایران و مدیرکل ورزش و جوانان مازندران بوده است. رنگرز مسئولیت‌های اجرایی دیگری مانند مشاور معاون رئیس‌جمهور در امور ورزشی را برعهده داشته‌ است.

## حرفه

### کشتی‌گیر
رنگرز به عنوان یکی از پدیده‌های کشتی فرنگی، در مسابقات قهرمانی کشتی جهان ۲۰۰۱، با پیروزی قاطعانه برابر حریفانش و مدعیانی مانند لازارو ریواس کوبایی برندهٔ مدال نقره المپیک ۲۰۰۰ سیدنی و براندون پلسون آمریکایی برندهٔ نقرهٔ المپیک ۱۹۹۶ آتلانتا برای اولین بار پس از انقلاب ۱۳۵۷، مدال طلای جهان را برای کشتی فرنگی ایران کسب کرد. او همچنین در سال بعد، مدال برنز قهرمانی جهان ۲۰۰۲ و مدال طلای قهرمانی دانشگاهی جهان را به دست آورد و از سوی فیلا به عنوان فنی‌ترین کشتی‌گیر فرنگی‌کار جهان در سال‌های ۲۰۰۱ و ۲۰۰۲ انتخاب شد که رکورددار کسب این جایزه است. رنگرز در سال ۱۳۸۱ مرد سال ورزش کشور و در سال ۱۳۸۲ ورزشکار اخلاق سال شناخته شد.

### مربیگری و مدیریت تیم ورزشی

#### مراکش
در اسفندماه سال ۱۳۹۳ فؤاد مسکوت رئیس کنفدراسیون کشتی آفریقا و رئیس فدراسیون کشتی مراکش برای تحول در کشتی کشور خود از فدراسیون کشتی ایران کمک خواست، پس از درخواست مسکوت و ارائه رزومه، حسن رنگرز به عنوان مدیر تیم‌های ملی کشتی مراکش انتخاب شد.رقابت‌های کشتی قهرمانی آفریقا به میزبانی اسکندریه مصر، اولین میدان بین‌المللی بود که رنگرز هدایت مراکشی‌ها را بر عهده داست. مراکش برای شرکت در این مسابقات اردوهایی را در تهران و نوشهر برگزار کردند تا با آمادگی کامل وارد مسابقات قهرمانی آفریقا در مصر شوند. در این مسابقات تیم مراکش با رنگرز توانست یک مدال طلا، دو مدال نقره و سه برنز کسب کند و پس از مصر میزبان که با ۷۹ امتیاز قهرمان شد، با ۶۷ امتیاز به مقام نایب قهرمانی برسد. علاوه بر نایب قهرمانی، مراکشی‌ها پس از ۲۰ سال توانستند در کشتی فرنگی بار دیگر به مدال طلا برسند. کسب سهمیه المپیک ۲۰۱۶ ریو، مهم‌ترین هدف حسن رنگرز در ادامه حضور خود در مراکش قلمداد کرد، هدفی که او توانست مانند رقابت‌های قبلی، عملکرد قابل قبولی را ثبت کند. تیم ملی کشتی مراکش با مدیریت فنی رنگرز در دو بخش کشتی فرنگی و آزاد در مسابقات گزینشی المپیک در قاره‌های آفریقا و اقیانوسیه در الجزایر شرکت کرد و در بخش کشتی فرنگی، مراکش توانست با کسب یک مدال طلا و یک نقره، دو سهمیه المپیک کسب کند. همچنین در بخش کشتی آزاد هم مراکشی‌ها برای اولین بار توانستند، سهمیه بگیرند تا برای اولین بار تیم کشتی مراکش با سه سهمیه راهی المپیک شود.

#### ایران
حسن رنگرز در ۲۹ شهریور ۱۴۰۱ با خداحافظی محمد بنا، با نظر کمیته فنی به عنوان سرمربی تیم ملی کشتی فرنگی انتخاب شد و حکم خود را از رئیس فدراسیون کشتی دریافت کرد.تیم ملی کشتی فرنگی در قهرمانی کشتی جهان ۲۰۲۳ که به میزبانی بلگراد صربستان برگزار شد با سرمربیگری رنگرز با یک طلا، یک نقره و ۳ برنز و ۱۰۲ امتیاز نائب قهرمان شد و چند ماه بعد در رقابت‌های قهرمانی آسیا که در قزاقستان صورت گرفت، تیم ملی کشتی فرنگی ایران با اقتدار و کسب پنج مدال طلا، دو نقره و یک برنز به مقام قهرمانی دست یافت و در بازی‌های آسیایی هانگژو نیز با ۲ طلا، ۲ نقره و یک برنز موفقیت چشمگیری را کسب کرد.
تیم ملی کشتی فرنگی با سرمربیگری حسن رنگرز در گام بعدی برای المپیک ۲۰۲۴ پاریس آماده شد و با ترکیب ۶ ملی پوش خود که شامل ۶۰ کیلوگرم مهدی محسن نژاد، ۶۷ کیلوگرم با سعید اسماعیلی، ۷۷ کیلوگرم با امین کاویانی نژاد، ۸۷ کیلوگرم با علیرضا مهمدی، ۹۷ کیلوگرم با محمدهادی ساروی و در ۱۳۰ کیلوگرم با امین میرزازاده و کمک مربیگری حسن حسین‌زاده و طالب نعمت پور بود در ۱۲ مردادماه به فرانسه اعزام شد. تیم ملی کشتی فرنگی ایران برای المپیک تابستانی ۲۰۲۴ در هر ۶ وزن المپیکی موفق به کسب سهمیه شده بود.عملکرد تیم ملی کشتی فرنگی با جوان گرایی و مدیریت ذهنی و بدنی که توسط حسن رنگرز رخ داده بود قابل توجه بود و ایران با کسب با ۲ طلا، یک نقره و یک برنز توانست بهرتین عملکرد را میان تیم‌های حاضر در پاریس را بدست آورد. شاگردان حسن رنگرز که با سه فینالیست عملکرد فوق‌العاده ای در سی و سومین دوره بازی‌های المپیک داشتند و از ۶ ملی‌پوش اعزامی به مسابقات المپیک، چهار کشتی‌گیر به مدال رسیدند.برای تیم ایران سعید اسماعیلی در وزن ۶۷ کیلوگرم و محمدهادی ساروی در وزن ۹۷ کیلوگرم به مدال طلا، علیرضا مهمدی در وزن ۸۷ کیلوگرم به مدال نقره و امین میرزازاده در وزن ۱۳۰ کیلوگرم به مدال برنز دست یافتند.

## تحصیلات
- کارشناسی مدیریت دولتی از دانشگاه آزاد اسلامی واحد چالوس
- کارشناسی ارشد علوم سیاسی - دانشگاه آزاد اسلامی واحد چالوس
- کارشناسی ارشد تربیت بدنی و علوم ورزشی، گرایش مدیریت و برنامه‌ریزی در ورزش از دانشگاه تهران
- دکتری تربیت بدنی و علوم ورزشی، گرایش مدیریت و برنامه‌ریزی ورزشی از دانشگاه آزاد اسلامی واحد علوم تحقیقات تهران

## سوابق اجرایی
- رنگرز مشاور رئیس سازمان تربیت بدنی از سال ۱۳۸۸ تا ۱۳۹۰، مدیریت موزهٔ ملی ورزش، المپیک و پارالمپیک، و نایب رئیسی فدراسیون کشتی را داشته است.
- رنگرز در سال ۱۳۹۲ به عنوان نائب رئیس شورای کشتی آسیا انتخاب شد.[۱۸]
- رنگرز در ۲۹ شهریور ۱۳۹۹، به سمت مدیرکل ورزش و جوانان مازندران منصوب‌شد.[۱۹]